# Franz Reichelt

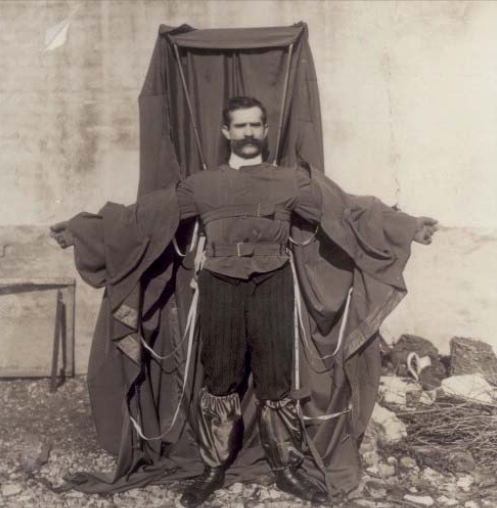
Franz Reichelt mit seinem Fallschirmanzug

Franz Karl Reichelt (* 16. Oktober 1878 in Wegstädtl; † 4. Februar 1912 in Paris) war ein österreichisch-französischer Schneider.

## Leben und Wirken
Reichelt stammte aus Österreich-Ungarn, ließ sich 1898 im Pariser Opernviertel nieder und arbeitete als Damenschneider, wobei er hauptsächlich ehemalige Landsleute als Kunden hatte. 1909 erhielt er die französische Staatsangehörigkeit und nahm den Vornamen François an. Reichelt blieb unverheiratet.
Im Zuge der aufkommenden Fliegerei in den 1910er Jahren und zunehmender Flugzeug-Kunstsprünge nahmen auch die Unfälle zu. Reichelt war tief bewegt von den Abstürzen der Piloten und entwarf ab Juli 1910 als Autodidakt Fallschirmanzüge. Die Konstruktionsprinzipien seines Fallschirms liefen jedoch physikalischen Erkenntnissen zuwider. 
Seinen Fallschirmanzug testete er zunächst an Ankleidepuppen, die er aus dem Fenster warf. Obwohl die Ergebnisse nicht überzeugten, meldete er seine Erfindung zum Patent an und versuchte den Anzug an sich selbst, indem er im Oktober 1910 aus einer Höhe von sechs Metern abgefedert auf einen Strohhaufen sprang. Im Februar 1912 begab er sich ins Pariser Stadtzentrum, um sein Modell öffentlichkeitswirksam zu testen. Seinen Sprung von der ersten Plattform des Eiffelturms kündigte er der Presse an, daher sind auch Filmaufnahmen seines Testsprungs vorhanden. Reichelt erhielt die Einverständniserklärung der Polizeipräfektur nur unter der Voraussetzung, dass er seinen Versuch nicht selbst, sondern mit einer Puppe durchführen würde. Trotzdem legte er Wert darauf, seine Idee persönlich auszutesten, und missachtete die polizeiliche Vorgabe.
Am 4. Februar 1912 um 7 Uhr morgens versammelten sich bei Minusgraden Reporter und Schaulustige am Eiffelturm, um Reichelts Erfindung zu begutachten. Der Einwand der anwesenden Reporter, sein „Fledermaus-Anzug“ habe noch keine befriedigenden Ergebnisse gezeigt, brachte ihn nicht von seinem Vorhaben ab. Um 08:22 Uhr sprang er aus einer Höhe von 57 Metern herab, fiel weitgehend ungebremst zu Boden und schlug vor laufender Kamera nach vier Sekunden Fallzeit am Boden auf. Reichelt starb unmittelbar nach dem Aufprall.
Reichelt erlangte posthum Berühmtheit, weil sein Sprung für die Nachrichten von Pathé-Cinéma aufgezeichnet wurde.